# Odontostomum
Odontostomum, monotipski biljni rod iz porodice Tecophilaeaceae. Njegova je jedina vrsta, O. hartwegii, lukovičasti geofit iz Kalifornije.
Rod je opisan 1857.